# 북방가시꼬리도마뱀붙이
북방가시꼬리도마뱀붙이(Strophurus ciliaris)는 노던 스파이니테일 게코(northern spiny-tailed gecko)라고도 불리며, 돌도마뱀붙이과에 속한 호주 고유종이다.

## 어원
학명 또는 이명(:en:Binomial nomenclature) Strophurus ciliaris는 "돌리는 꼬리"를 뜻하는 strophurus 와 "속눈썹이 난"을 뜻하는 ciliaris에서 유래했으며, 눈 위의 가시들을 가리킨다.

## 아종
이 종은 사막 형태 하나, 열대 형태 하나가 있다. Strophurus ciliaris ciliaris, Strophurus ciliaris aberrans 의 두 종류의 아종이 있다.

## 형태
색깔은 상당히 다양하다. 이 종의 색깔은 회색 바탕에 검은색, 주황색 비늘이 점점이 흩어져있는 형태에서 짙은 갈색 바탕에 회색, 하얀색, 주황색 무늬로 얼룩진 형태까지 다양하다. 꼬리를 따라 가시가 나며, 기다란 가시는 보통 눈 위에 나서 속눈썹이 난 것 같은 모양새가 된다. 평균 체장은 89 mm (3.5 in)이며 암컷이 수컷보다 상당히 크다고 알려져있다.

## 습성
북방가시꼬리는 일반적으로 야행성이지만 낮에도 햇빛을 쬐러 나온 걸 볼 수 있다. 북방가시꼬리는 덤불지대(en:shrubland)의 건조, 반건조, 아열대 서식지에서 발견되는 수목성 종이다. 스피니펙스(:en:Triodia (plant)) 무리에서도 흔히 발견된다.
가시꼬리도마뱀붙이속의 구성원들은 꼬리에서 무해하고 냄새나는 액체를 분비할 수 있는 능력이 있어서, 덤불 위에서 쉴 때 새 따위의 포식자들을 쫓는 데 쓰인다. 북방가시꼬리는 이 밖에도 밝은 색깔의 입천장을 확 벌려 적을 깜짝 놀라게 하는 방어기제로 활용한다.
식성에 대해서는 거의 알려진 게 없지만, 다른 도마뱀붙이류처럼 절지동물을 먹으며, 아카시아의 수액을 핥아먹는 모습이 관찰되었다.
난생하며 두 개의 알로 이루어진 알무더기를 낳는다.

## 분포
북방가시꼬리는 호주 대륙에 서식하며, 구체적으로는 뉴사우스웨일스주 북서부, 퀸즐랜드주 서부에서 사우스오스트레일리아주, 노던준주를 지나 웨스턴오스트레일리아주에 이른다.
북방가시꼬리 포획 기록 중에서 노던준주는 48 %, 웨스턴오스트레일리아주는 31.2 %, 사우스오스트레일리아주는 10.9 %, 뉴사우스웨일스주, 퀸즐랜드주는 나머지를 차지했다. 빅토리아주는 기록된 바가 없다.

## 위협
수많은 서식지가 개간, 염소 따위의 도입된 가축으로 인해 사라지거나 크게 열화되었다. 그러나 원체 널리 분포하며, 남아있는 좋은 서식지도 많기 때문에 서식지의 파괴, 열화는 아직까지는 큰 위협이 아니다.
북방가시꼬리는 현재 IUCN 적색 목록에 '관심 필요'로 등재되어있는데, 분포 범위가 넓고, 서식지를 크게 가리지 않으며, 직면한 위협이 크지 않기 때문이다.

## 참고 문헌
- Boulenger, G.A. (1885). Catalogue of the Lizards in the British Museum (Natural History). Second Edition. Volume I. Geckonidæ ... London: Trustees of the British Museum (Natural History). (Taylor and Francis, printers). xii + 436 pp. + Plates I-XXXII. (Diplodactylus ciliaris, new species, pp. 98–99 + Plate VIII, figures 2, 2a, 2b).